# Recycler
Recycler – dziesiąty album studyjny amerykańskiej grupy bluesrockowej ZZ Top wydany w 1990 roku. Na albumie można zauważyć zmianę stylu wypracowanego na poprzednich płytach. Całkowicie zrezygnowano z syntezatorów na rzecz powrotu do wcześniejszego bardziej bluesrockowego/rockowego brzmienia. Mimo to Recycler nie sprzedawał się tak dobrze jak poprzednie dwie płyty i nie osiągnął statusu albumu multiplatynowego. Był to zarazem ostatni album nagrany pod skrzydłami wytwórni Warner Bros. Records. W Polsce ukazało się edycja licencyjna wydana przez Polskie Nagrania „Muza”.
Zespół wystąpił w filmie „Powrót do przyszłości III” w roli małomiasteczkowej kapeli rockowej, a piosenka Doubleback jest w soundtracku z tego filmu (można ją usłyszeć podczas napisów końcowych).

## Lista utworów
strona A
| 1. | „Concrete and Steel”       | 3:45  |
|    |                            |       |
| 2. | „Lovething”                | 3:20  |
|    |                            |       |
| 3. | „Penthouse Eyes”           | 3:49  |
|    |                            |       |
| 4. | „Tell It”                  | 4:39  |
|    |                            |       |
| 5. | „My Head's in Mississippi” | 4:21  |
|    |                            |       |
|    |                            | 19:54 |
|    |                            |       |
strona B
| 6.  | „Decision or Collision” | 3:59  |
|     |                         |       |
| 7.  | „Give It Up”            | 3:33  |
|     |                         |       |
| 8.  | „2000 Blues”            | 4:37  |
|     |                         |       |
| 9.  | „Burger Man”            | 3:20  |
|     |                         |       |
| 10. | „Doubleback”            | 3:56  |
|     |                         |       |
|     |                         | 19:25 |
|     |                         |       |